# Miroslav Řihošek
Miroslav Řihošek (* 16. Oktober 1919 in Přerov; † 8. Februar 1997 in Prag) war ein tschechoslowakischer Weitspringer, Sprinter und Dreispringer.
Bei den Leichtathletik-Europameisterschaften 1946 in Oslo gewann er jeweils Bronze im Weitsprung und in der 4-mal-100-Meter-Staffel und wurde Achter im Dreisprung.
1947 holte er bei den Internationalen Universitätsspielen Bronze im Weitsprung.

## Persönliche Bestleistungen
- Weitsprung: 7,29 m, 24. August 1946, Oslo
- Dreisprung: 14,45 m, 11. August 1946, Prag